# Egészségügy
Az egészségügy
- a társadalom azon tevékenységeinek strukturált rendszere, amely az egészség megőrzését, a betegségek megelőzését és gyógyítását, krónikus betegségek esetében azok kezelését szolgálja,
- az ember és ezen keresztül a társadalom szociális biztonságának része, melynek
- megteremtése és garantálása az állam feladata,
- melyben számít az egyén és a társadalom aktív közreműködésére.

Másfajta megközelítésben az egészségügy a társadalom mindenkori egészségkultúrájának közhatalmilag intézményesített része, szakigazgatási hivatali testülettel és közhatalmilag legitimált szakmai-tudományos paradigmával, amelynek keretei között a részben populációs szintű, részben személyre szóló ellátások az egészségi állapot javítását, a betegségek megelőzését, és ha kell, gyógyítását, gondozását, rehabilitációját szolgálják.
Az egészség a teljes testi, lelki és szociális jólét állapota, és nem csupán a betegség vagy fogyatékosság hiánya. (WHO)
Az egészség dimenziói:
- biológiai egészség: a szervezetünk megfelelő működése
- lelki egészség: személyes világnézetünk, magatartásbeli alapelveink, illetve a tudat nyugalmának és az önmagunkkal szembeni békének a jele
- mentális egészség: a tiszta és következetes gondolkodásra való képesség
- emocionális egészség: az érzések felismerésének, illetve azok megfelelő kifejezésének a képessége
- szociális egészség: másokkal való kapcsolatok kialakításának egészsége

## Közegészségügy fogalma
„A közegészségtan az a tudomány, amely az ember egészsége megőrzésének,megvédésének és fokozásának feltételeit kutatja: tanulmányozza a környezetnek az emberre gyakorolt hatását és az egészséges életmód követelményeit.”A közegészségügy a közegészségtan, vagyis az egészségtudomány elméleti megállapításainak gyakorlati alkalmazása, a megvalósítására irányuló intézkedések összessége.” (1)

## Az egészségügy szereplői Magyarországon
Magyarországon jelenleg az egészségügy szervezésével, irányításával és társadalmi felügyeletével kapcsolatos feladatok ellátása és az ezekkel összefüggő jogok gyakorlásáért és kötelezettségek teljesítéséért való felelősség számos közigazgatási szervet érint, így különösen: 

-a Kormányt, 

-az Emberi Erőforrások Minisztériumát, 
 
-az Egészségügyért Felelős Államtitkárságot, 

-a Pénzügyminisztériumot, 
 
-különféle központi hivatalokat: 

--Állami Népegészségügyi és Tisztiorvosi Szolgálat; 

--Egészségügyi Engedélyezési és Közigazgatási Hivatal (melynek elnevezése 2015. március 1-jével Egészségügyi Nyilvántartási
és Képzési Központra változott, majd 2017. január 1-jével megszűnt. Az ENKK általános jogutódja az Állami Egészségügyi Ellátó Központ lett); 

--Állami Egészségügyi Ellátó Központ (2021. január 1-től megszűnt, helyét az Országos Kórházi Főigazgatóság veszi át); 

--Országos Gyógyszerészeti és Élelmezés-egészségügyi Intézet;
 
--Országos Gyógyszerterápiás Tanács; 

--Országos Egészségbiztosítási Pénztár (2017. január 1-től Nemzeti Egészségbiztosítási Alapkezelő, NEAK); 

--Országos Betegjogi, Ellátottjogi, Gyermekjogi és Dokumentációs Központ (2017. január 1-től Integrált Jogvédelmi Szolgálat))
Megemlítendők még a nem közigazgatási szervek is, mint például 

-egyes szakmai testületek (Egészségügyi Tudományos Tanács Tudományos és Kutatásetikai Bizottság), 

-szakmai kamarák (Magyar Orvosi Kamara, Magyar Gyógyszerészi Kamara), 

-szakmai kollégiumok (Egészségügyi Szakmai Kollégium). 

Az egészségügyi igazgatás szereplői között civil szervezetek is megtalálhatóak, így például 

-betegegyesületek (Nemzeti Betegfórum) 

-és szolgáltatók egyesületei (Magyar Kórházszövetség).